# Milán-San Remo 1983
La Milán-San Remo 1983 fue la 74.ª edición de la Milán-San Remo. La carrera se disputó el 19 de marzo de 1983, siendo el vencedor final el italiano Giuseppe Saronni, que se impuso en solitario en la meta de Sanremo. 

## Clasificación final
| Posición | Ciclista          | Equipo                           | Tiempo    |
| -------- | ----------------- | -------------------------------- | --------- |
| 1        | Giuseppe Saronni  | Del Tongo-Colnago                | 7h 7' 59" |
| 2        | Guido Bontempi    | Inoxpran-Lumenflon               | + 44"     |
| 3        | Jan Raas          | TI-Raleigh-Campagnolo            | m. t.     |
| 4        | Eric Vanderaerden | Jacky Aernoudt-Rossin-Campagnolo | m. t.     |
| 5        | Sean Kelly        | Sem-France Loire-Mavic-Reydel    | m. t.     |
| 6        | Juan Fernández    | Zor-Gemeaz                       | m. t.     |
| 7        | Franco Chioccioli | Vivi-Benotto-Puma                | m. t.     |
| 8        | Noël Dejonckheere | Teka                             | m. t.     |
| 9        | René Bittinger    | Sem-France Loire-Mavic-Reydel    | m. t.     |
| 10       | Gabriele Landoni  | Vivi-Benotto-Puma                | m. t.     |